# Normand Dupont
Normand Joseph Gilles Dupont (* 5. Februar 1957 in Montreal, Québec) ist ein ehemaliger kanadischer Eishockeyspieler (Linksaußen), der von 1979 bis 1993 für die Canadiens de Montréal, Winnipeg Jets und Hartford Whalers in der National Hockey League, sowie für den EHC Biel und HC Ajoie in der Schweizer Nationalliga A spielte.

## Karriere
Als Junior spielte er in seiner Heimatstadt bei den Bleu-Blanc-Rouge de Montréal und den Junior de Montréal in der LHJMQ. Beim NHL Amateur Draft 1977 holten ihn die Canadiens de Montréal in der ersten Runde als 18. Auch in der World Hockey Association wurde er gedraftet. Hier sicherten sich in der vierten Runde als 31. die Birmingham Bulls die Rechte an ihm.
Anfangs spielte er im Farmteam der Canadiens bei den Nova Scotia Voyageurs in der AHL. Sein NHL-Debüt gab er in Montreal in der Saison 1979/80. Es folgten drei Jahre bei den Winnipeg Jets mit einem kurzen Abstecher ins AHL-Farmteam, den Sherbrooke Jets. Seine letzte Saison in der NHL spielte er 1983/84 bei den Hartford Whalers. Auch hier musste er phasenweise in die AHL zu den Binghamton Whalers.
1984 wechselte er in die Schweiz und spielte für den EHC Biel und ab 1991 für den HC Ajoie in der NLA.

## Erfolge und Auszeichnungen
- 1976 Trophée Frank J. Selke
- 1978 Dudley „Red“ Garrett Memorial Award
- 1979 Erfolgreichster Torschütze der Playoff der AHL
- 1986 Spengler-Cup-Gewinn mit dem Team Canada
- Bester Spieler der NLA 1985/86, 1987/88, 1988/89 und 1989/90 mit dem EHC Biel
- Erfolgreichster Torschütze der NLA 1987/88 und 1989/90 mit dem EHC Biel
- Erfolgreichster Passspieler der NLA 1985/86 und 1989/90 mit dem EHC Biel
- Mitglied der Auswahl der Saison der NLA 1989/90
- LHJMQ Hall of Fame-Mitglied seit 2000